# Championnat de France féminin de football de deuxième division 1992-1993
Navigation
Édition précédente Édition suivante
Le National 1B 1992-1993  est la 5e édition du Championnat de France féminin de football de seconde division qui a été suspendu durant sept saisons. 
Le deuxième niveau du championnat féminin oppose trente clubs français répartis en trois groupes de dix clubs, en une série de dix-huit rencontres jouées durant la saison de football. En fin de saison, les meilleures équipes de chaque groupe s'affrontent lors d'un tournoi final, où chaque équipe affronte une seule fois les deux autres.
Les trois clubs participants au tournoi final montent en National 1A lors de la saison suivante alors que les deux derniers clubs de chaque groupe sont relégués en championnat interrégional.
Lors de l'exercice précédent, le Besançon AFF , le FC Bergot, l'USO Bruay-la-Buissière, l'ESOFV La Roche-sur-Yon, le ES Arpajonaise, le FOS Hem, le Grenoble FF, le CS Blanc-Mesnil, l'OS Monaco, le Paris SG, le RC Tournon Tain, le Caluire SCSC, l'Entente Saint-Pierraise, le Stade quimpérois, le Tours EC, l'US Mans, et l'US Villers-les-Pots ont été relégués après avoir fini aux dernières places des différents groupes de Division 1. Le CBOSL Football, l'ASSF Épinal, le Celtic de Beaumont, l'ES Cormelles-le-Royal, le FC Vendenheim, le FCE Arlac, l'AS Grayan Nord-Medoc, le Montpellier Le Crès, l'ESTC Poitiers, le Reims FF, le Tournon Saint-Martin, le Saint-Memmie Olympique et l'US Orléans, ont quant à eux, gagné le droit d'évoluer dans ce championnat après avoir terminé aux premières places de leurs groupes de championnat interrégional.  
La compétition est remportée par l'OS Monaco qui est promu en compagnie du CS Blanc-Mesnil et du Stade quimpérois. Dans le bas du classement, l'ES Arpajonaise, le RC Tournon Tain, l'Entente Saint-Pierraise, le FOS Hem, l'ESTC Poitiers et le Tournon Saint-Martin sont relégués en championnat interrégional. L'ASSF Épinal et le Tours EC sont rétrogradés administrativement à l'issue de la compétition.

## Participants
Ce tableau présente les trente équipes qualifiées pour disputer le championnat 1992-1993. On y trouve le nom des clubs, la date de création du club, l'année de la dernière accession à cette division, le nom des stades ainsi que la capacité de ces derniers.
Le championnat comprend trois groupes de dix équipes.
Légende des couleurs
- Relégué de Division 1.
- Promu de championnat interrégional.

| \| OS Monaco Caluire SCSC US Villers-les-Pots Besançon AFF Montpellier Le Crès Grenoble FF Celtic de Beaumont ASSF Épinal ES Arpajonaise RC Tournon Tain \| Localisation des clubs engagés dans le groupe A. |
| OS Monaco Caluire SCSC US Villers-les-Pots Besançon AFF Montpellier Le Crès Grenoble FF Celtic de Beaumont ASSF Épinal ES Arpajonaise RC Tournon Tain                                                        |

| Nom du club         | Date de création | Dernière accession | Classement 1991-1992 | Stade                  | Capacité |
| ------------------- | ---------------- | ------------------ | -------------------- | ---------------------- | -------- |
| OS Monaco           | -                | 1992               | D1                   | -                      | -        |
| Caluire SCSC        | -                | 1992               | D1                   | -                      | -        |
| US Villers-les-Pots | -                | 1992               | D1                   | -                      | -        |
| Besançon AFF        | -                | 1992               | D1                   | -                      | -        |
| Grenoble FF         | 1983             | 1992               | D1                   | -                      | -        |
| ES Arpajonaise      | -                | 1992               | D1                   | Stade du Pont          | -        |
| RC Tournon Tain     | -                | 1992               | D1                   | -                      | -        |
| Montpellier Le Crès | -                | 1992               | CIR                  | Stade Joseph Blanc     | 1 000    |
| Celtic de Beaumont  | 1970             | 1992               | CIR                  | Stade Saint-Menet      | -        |
| ASSF Épinal         | 1978             | 1992               | CIR                  | Stade de la Colombière | -        |

| \| CS Blanc Mesnil Saint-Memmie Olympique Reims FF US Orléans Paris SG FC Vendenheim ES Cormelles-le-Royal USO Bruay-la-Buissière Entente Saint-Pierraise FOS Hem \| Localisation des clubs engagés dans le groupe B. |
| CS Blanc Mesnil Saint-Memmie Olympique Reims FF US Orléans Paris SG FC Vendenheim ES Cormelles-le-Royal USO Bruay-la-Buissière Entente Saint-Pierraise FOS Hem                                                        |

| Nom du club             | Date de création | Dernière accession | Classement 1991-1992 | Stade                 | Capacité |
| ----------------------- | ---------------- | ------------------ | -------------------- | --------------------- | -------- |
| CS Blanc-Mesnil         | -                | 1992               | D1                   | -                     | -        |
| Paris SG                | 1971             | 1992               | D1                   | Stade Georges Lefevre | 3 500    |
| USO Bruay-la-Buissière  | 1977             | 1992               | D1                   | Complexe Léo Lagrange | -        |
| Entente Saint-Pierraise | -                | 1992               | D1                   | -                     | -        |
| FOS Hem                 | 1970             | 1992               | D1                   | -                     | -        |
| Saint-Memmie Olympique  | -                | 1992               | CIR                  | -                     | -        |
| Reims FF                | 1968             | 1992               | CIR                  | -                     | -        |
| US Orléans              | -                | 1992               | CIR                  | -                     | -        |
| FC Vendenheim           | 1974             | 1992               | CIR                  | Stade Waldeck         | -        |
| ES Cormelles-le-Royal   | 1953             | 1992               | CIR                  | Stade Municipal       | -        |

| \| Stade quimperois FC Bergot US Mans ESOFV La Roche-sur-Yon CBOSL Football AS Grayan Nord-Medoc FCE Arlac Tours EC ESTC Poitiers Tournon Saint-Martin \| Localisation des clubs engagés dans le groupe C. |
| Stade quimperois FC Bergot US Mans ESOFV La Roche-sur-Yon CBOSL Football AS Grayan Nord-Medoc FCE Arlac Tours EC ESTC Poitiers Tournon Saint-Martin                                                        |

| Nom du club            | Date de création | Dernière accession | Classement 1991-1992 | Stade                               | Capacité |
| ---------------------- | ---------------- | ------------------ | -------------------- | ----------------------------------- | -------- |
| Stade quimpérois       | 1971             | 1992               | D1                   | Stade de Kerhuel                    | 2 040    |
| FC Bergot              | 1974             | 1992               | D1                   | Stade Kérédern                      | -        |
| US Mans                | 1983             | 1992               | D1                   | Stade Léon-Bollée (Annexe)          | 4 000    |
| ESOFV La Roche-sur-Yon | 1978             | 1992               | D1                   | Stade de Saint-André                | 1 800    |
| Tours EC               | -                | 1992               | D1                   | Stade de la Vallée du Cher (Annexe) | -        |
| CBOSL Football         | -                | 1992               | CIR                  | Stade de l'Arceau                   | -        |
| AS Grayan Nord-Medoc   | -                | 1992               | CIR                  | -                                   | -        |
| FCE Arlac              | 1976             | 1992               | CIR                  | Stade Joseph-Antoine Cruchon        | -        |
| ESTC Poitiers          | 1970             | 1992               | CIR                  | Stade Jean-Luc Gaboreau             | -        |
| Tournon Saint-Martin   | -                | 1992               | CIR                  | -                                   | -        |

## Compétition

### Classement
Le classement est calculé avec le barème de points suivant : une victoire vaut deux points, le match nul un et la défaite zéro.
Critères appliqués pour départager en cas d'égalité au classement :
1. classement aux points des matchs joués entre les clubs ex æquo ;
2. différence entre les buts marqués et les buts concédés par chacun d’eux au cours des matchs qui les ont opposés ;
3. différence entre les buts marqués et les buts concédés sur la totalité des matchs joués dans le championnat ;
4. plus grand nombre de buts marqués sur la totalité des matchs joués dans le championnat ;
5. en cas de nouvelle égalité, une rencontre supplémentaire aura lieu sur terrain neutre avec, éventuellement, l’épreuve des tirs au but.

Classement du Groupe A
| Rang | Équipe                | Pts | J  | G  | N | P  | Bp | Bc | Diff |
| ---- | --------------------- | --- | -- | -- | - | -- | -- | -- | ---- |
| 1    | OS Monaco R           | 34  | 18 | 16 | 2 | 0  | 72 | 18 | +54  |
| 2    | Caluire SCSC R        | 25  | 18 | 10 | 5 | 3  | 52 | 32 | +20  |
| 3    | US Villers-les-Pots R | 25  | 18 | 11 | 3 | 4  | 61 | 27 | +34  |
| 4    | Besançon AFF R        | 25  | 18 | 11 | 3 | 4  | 48 | 26 | +22  |
| 5    | Montpellier Le Crès P | 19  | 18 | 9  | 1 | 8  | 44 | 42 | +2   |
| 6    | Grenoble FF R         | 15  | 18 | 5  | 5 | 8  | 32 | 42 | -10  |
| 7    | Celtic de Beaumont P  | 14  | 18 | 6  | 2 | 10 | 38 | 60 | -22  |
| 8    | ASSF Épinal P         | 9   | 18 | 2  | 5 | 11 | 24 | 51 | -27  |
| 9    | ES Arpajonaise R      | 9   | 18 | 3  | 3 | 12 | 22 | 49 | -27  |
| 10   | RC Tournon Tain R     | 5   | 18 | 2  | 1 | 15 | 30 | 76 | -46  |

|  | Promu en National 1A et qualifié pour le tournoi final. |
|  | Relégué en championnat interrégional. |
|  | R Relégué de Division 1 P Promu de championnat interrégional. Pts points ; G victoires ; N match nuls ; P défaites Bp buts marqués ; Bc buts encaissés ; Diff différence de buts |

Classement du Groupe B
| Rang | Équipe                    | Pts | J  | G | N | P | Bp | Bc | Diff |
| ---- | ------------------------- | --- | -- | - | - | - | -- | -- | ---- |
| 1    | CS Blanc-Mesnil R         | 28  | 18 | 0 | 0 | 0 | 0  | 0  | 0    |
| 2    | Saint-Memmie Olympique P  | 27  | 18 | 0 | 0 | 0 | 0  | 0  | 0    |
| 3    | Reims FF P                | 22  | 18 | 0 | 0 | 0 | 0  | 0  | 0    |
| 4    | US Orléans P              | 21  | 18 | 0 | 0 | 0 | 0  | 0  | 0    |
| 5    | Paris SG R                | 21  | 18 | 0 | 0 | 0 | 0  | 0  | 0    |
| 6    | FC Vendenheim P           | 18  | 18 | 0 | 0 | 0 | 0  | 0  | 0    |
| 7    | ES Cormelles-le-Royal P   | 17  | 18 | 0 | 0 | 0 | 0  | 0  | 0    |
| 8    | USO Bruay-la-Buissière R  | 14  | 18 | 0 | 0 | 0 | 0  | 0  | 0    |
| 9    | Entente Saint-Pierraise R | 8   | 18 | 0 | 0 | 0 | 0  | 0  | 0    |
| 10   | FOS Hem R                 | 4   | 18 | 0 | 0 | 0 | 0  | 0  | 0    |

|  | Promu en National 1A et qualifié pour le tournoi final. |
|  | Relégué en championnat interrégional. |
|  | R Relégué de Division 1 P Promu de championnat interrégional. Pts points ; G victoires ; N match nuls ; P défaites Bp buts marqués ; Bc buts encaissés ; Diff différence de buts |

Classement du Groupe C
| Rang | Équipe                   | Pts | J  | G | N | P | Bp | Bc | Diff |
| ---- | ------------------------ | --- | -- | - | - | - | -- | -- | ---- |
| 1    | Stade quimpérois R       | 32  | 18 | 0 | 0 | 0 | 0  | 0  | 0    |
| 2    | FC Bergot R              | 25  | 18 | 0 | 0 | 0 | 0  | 0  | 0    |
| 3    | US Mans R                | 22  | 18 | 0 | 0 | 0 | 0  | 0  | 0    |
| 4    | ESOFV La Roche-sur-Yon R | 19  | 18 | 0 | 0 | 0 | 0  | 0  | 0    |
| 5    | CBOSL Football P         | 17  | 18 | 0 | 0 | 0 | 0  | 0  | 0    |
| 6    | AS Grayan Nord-Medoc P   | 16  | 18 | 0 | 0 | 0 | 0  | 0  | 0    |
| 7    | FCE Arlac P              | 15  | 18 | 0 | 0 | 0 | 0  | 0  | 0    |
| 8    | Tours EC R               | 15  | 18 | 0 | 0 | 0 | 0  | 0  | 0    |
| 9    | ESTC Poitiers P          | 13  | 18 | 0 | 0 | 0 | 0  | 0  | 0    |
| 10   | Tournon Saint-Martin P   | 6   | 18 | 0 | 0 | 0 | 0  | 0  | 0    |

|  | Promu en National 1A et qualifié pour le tournoi final. |
|  | Relégué en championnat interrégional. |
|  | R Relégué de Division 1 P Promu de championnat interrégional. Pts points ; G victoires ; N match nuls ; P défaites Bp buts marqués ; Bc buts encaissés ; Diff différence de buts |

### Résultats
Groupe A
Source : Championnat de France de D2 1993-1994 - Groupe B - Calendrier, sur rsssf.com
| Résultats (▼dom., ►ext.)                                   | Arp | Bes | Épi | Gre | Bea  | Mona | Mont | Cal  | Tou  | Vil |
| ES Arpajonaise                                             |     | 1-1 | 0-2 | 0-0 | 2-3  | 1-2  | 3-1  | 1-3  | 5-1  | 1-3 |
| Besançon AFF                                               | 2-0 |     | 2-0 | 9-2 | 7-0  | 1-6  | 2-1  | 0-3P | 8-1  | 2-1 |
| ASSF Épinal                                                | 1-1 | 0-2 |     | 3-3 | 1-6  | 2-5  | 1-4  | 1-5  | 2-3  | 1-3 |
| Grenoble FF                                                | 5-1 | 0-2 | 0-0 |     | 0-0  | 0-3  | 1-2  | 2-4  | 3-0P | 0-4 |
| Celtic de Beaumont                                         | 1-3 | 1-0 | 2-2 | 6-1 |      | 3-4  | 1-2  | 3-5  | 4-3  | 2-4 |
| OS Monaco                                                  | 3-0 | 4-1 | 5-1 | 2-0 | 10-0 |      | 5-0  | 4-2  | 5-2  | 2-1 |
| Montpellier Le Crès                                        | 5-2 | 2-3 | 2-0 | 0-2 | 5-1  | 1-2  |      | 4-2  | 6-0  | 1-5 |
| Caluire SCSC                                               | 3-1 | 1-1 | 4-0 | 3-3 | 3-0  | 1-1  | 2-2  |      | 6-1  | 2-1 |
| RC Tournon Tain                                            | 7-0 | 2-4 | 1-4 | 2-3 | 0-4  | 1-8  | 4-6  | 1-1  |      | 0-4 |
| US Villers-les-Pots                                        | 6-0 | 1-1 | 3-3 | 1-7 | 8-1  | 1-1  | 6-0  | 6-2  | 3-1  |     |
| - Victoire à domicile - Match nul - Victoire à l'extérieur |     |     |     |     |      |      |      |      |      |     |

Groupe B
| Résultats (▼dom., ►ext.)                                   | Bla | Bru | Cor | Hem | Orl | Par | Rei | S-M | S-P | Ven |
| CS Blanc-Mesnil                                            |     | -   | -   | -   | -   | -   | -   | -   | -   | -   |
| USO Bruay-la-Buissière                                     | -   |     | -   | -   | -   | -   | -   | -   | -   | -   |
| ES Cormelles-le-Royal                                      | -   | -   |     | -   | -   | -   | -   | -   | -   | -   |
| FOS Hem                                                    | -   | -   | -   |     | -   | -   | -   | -   | -   | -   |
| US Orléans                                                 | -   | -   | -   | -   |     | -   | -   | -   | -   | -   |
| Paris SG                                                   | -   | -   | -   | -   | -   |     | -   | -   | -   | -   |
| Reims FF                                                   | -   | -   | -   | -   | -   | -   |     | -   | -   | -   |
| Saint-Memmie Olympique                                     | -   | -   | -   | -   | -   | -   | -   |     | -   | -   |
| Entente Saint-Pierraise                                    | -   | -   | -   | -   | -   | -   | -   | -   |     | -   |
| FC Vendenheim                                              | -   | -   | -   | -   | -   | -   | -   | -   | -   |     |
| - Victoire à domicile - Match nul - Victoire à l'extérieur |     |     |     |     |     |     |     |     |     |     |

Groupe C
| Résultats (▼dom., ►ext.)                                   | CBOSL | Arl | Ber | Gra | Roc | Man | Poi | Qui | TSM | TEC |
| CBOSL Football                                             |       | -   | -   | -   | -   | -   | -   | -   | -   | -   |
| FCE Arlac                                                  | -     |     | -   | -   | -   | -   | -   | -   | -   | -   |
| FC Bergot                                                  | -     | -   |     | -   | -   | -   | -   | -   | -   | -   |
| AS Grayan Nord-Medoc                                       | -     | -   | -   |     | -   | -   | -   | -   | -   | -   |
| ESOFV La Roche-sur-Yon                                     | -     | -   | -   | -   |     | -   | -   | -   | -   | -   |
| US Mans                                                    | -     | -   | -   | -   | -   |     | -   | -   | -   | -   |
| ESTC Poitiers                                              | -     | -   | -   | -   | -   | -   |     | -   | -   | -   |
| Stade quimpérois                                           | -     | -   | -   | -   | -   | -   | -   |     | -   | -   |
| Tournon Saint-Martin                                       | -     | -   | -   | -   | -   | -   | -   | -   |     | -   |
| Tours EC                                                   | -     | -   | -   | -   | -   | -   | -   | -   | -   |     |
| - Victoire à domicile - Match nul - Victoire à l'extérieur |       |     |     |     |     |     |     |     |     |     |

### Tournoi final
Le tournoi final du championnat oppose les meilleures équipes de chaque groupe lors d'un mini-tournoi à trois. Les équipes affrontent une seule fois leurs deux adversaires selon un calendrier tiré aléatoirement. 
Le classement est calculé avec le barème de points suivant : une victoire vaut quatre points, le match nul deux en cas de victoire aux tirs au but et un en cas de défaite et la défaite zéro.
Critères de départage en cas d'égalité au classement :
1. classement aux points des matchs joués entre les clubs ex æquo ;
2. différence entre les buts marqués et les buts concédés par chacun d’eux au cours des matchs qui les ont opposés ;
3. différence entre les buts marqués et les buts concédés sur la totalité des matchs joués dans le championnat ;
4. plus grand nombre de buts marqués sur la totalité des matchs joués dans le championnat ;
5. en cas de nouvelle égalité, une rencontre supplémentaire aura lieu sur terrain neutre avec, éventuellement, l’épreuve des tirs au but.

Classement
| Rang | Équipe           | Pts | J | G | N | P | Bp | Bc | Diff |
| ---- | ---------------- | --- | - | - | - | - | -- | -- | ---- |
| 1    | OS Monaco        | 8   | 2 | 2 | 0 | 0 | 7  | 4  | +3   |
| 2    | Stade quimpérois | 4   | 2 | 1 | 0 | 1 | 6  | 2  | +4   |
| 3    | CS Blanc-Mesnil  | 0   | 2 | 0 | 0 | 2 | 4  | 11 | -7   |

|  | Pts points ; G victoires ; N match nuls ; P défaites Bp buts marqués ; Bc buts encaissés ; Diff différence de buts |

Résultats
| 1re journée | 1re journée      | 1re journée | 1re journée      |
| Date        | Club             | Score       | Club             |
| ----------- | ---------------- | ----------- | ---------------- |
| 23/05/1993  | CS Blanc-Mesnil  | 4-5         | OS Monaco        |
| 2e journée  |                  |             |                  |
| Date        | Club             | Score       | Club             |
| 06/06/1993  | OS Monaco        | 2-0         | Stade quimpérois |
| 3e journée  |                  |             |                  |
| Date        | Club             | Score       | Club             |
| 13/06/1993  | Stade quimpérois | 6-0         | CS Blanc-Mesnil  |

## Bilan de la saison
| Championnat de France féminin de football de deuxième division 1992-1993 |                       |
| Champion                                                                 | OS Monaco (1er titre) |
| Promotions et relégations                                                |                       |
| Promus en National 1A                                                    | Toulouse OAC          |
| Promus en National 1A                                                    | US Orléans            |
| Promus en National 1A                                                    | Paris SG              |
| Relégués en National 1B                                                  | Stade quimperois      |
| Relégués en National 1B                                                  | OS Monaco             |
| Relégués en National 1B                                                  | CS Blanc Mesnil       |